# Баркасово
Баркасово — село в Батівській громаді Берегівського району Закарпатської області України.

## Географія
Селом протікає річка Мочонка, ліва притока Латориці.

## Історія
Історичні відомості говорять про те, що село засновано більш як 700 років тому. 
Перші згадки про нього датуються 1312 роком, коли село в спадок дістав Томаш, син майстра Донча.
Вважається, що назва села походить від уг. berek «місце, поросле кущами, деревами» та aszó «(пересихаючий) потік, рівчак».
У 1447 році село переходить у власність Жігмонда Чопі. Протягом минулих століть найбільші володіння на території села мали сім'ї Часловців, Бедів, Мелітів, Борнемісс, Чакі і Печі.
На південь від Баркасова, обабіч мертвого русла безіменної річки, в урочищі Надь Мезе — багатошарове поселення епохи неоліту з алфельдською мальованою керамікою перших століть нашої ери та давньослов'янського часу (VIII—IX століть). Досліджувалося Закарпатською експедицією ІА АН УРСР.
У 1700 році у селі функціонувала лікувальна купіль на базі мінерального джерела.
У 1806 році в селі була школа.
Залізнична станція була створена на відкритій 1872 року залізниці Чоп — Мукачеве.

## Присілки
Гержені
Гержені — колишнє село в Україні, у Закарпатській області. Об'єднане із селом Баркасово.
Згадки: 1312 — Kyrsan, 1364 — Kirsano, 1524 — Gyrsano, 1542 — Chyrſano, 1543 — Gerzano, 1550 — Gerſano, 1596 — Girsano, 1808 — Gerzsenő, Gerţenowa, 1882 — Gersenő, 1944 — Gerzsenó.

## Населення
Згідно з переписом УРСР 1989 року чисельність наявного населення села становила 2173 особи, з яких 1018 чоловіків та 1155 жінок.
За переписом населення України 2001 року в селі мешкали 2233 особи.

### Мова
Розподіл населення за рідною мовою за даними перепису 2001 року:
| Мова       | Відсоток |
| ---------- | -------- |
| угорська   | 86,58 %  |
| українська | 12,52 %  |
| російська  | 0,45 %   |
| німецька   | 0,13 %   |
| болгарська | 0,04 %   |
| молдовська | 0,04 %   |
| словацька  | 0,04 %   |
| циганська  | 0,04 %   |

## Туристичні місця
- В урочищі Надь Мезе — багатошарове поселення епохи неоліту з алфельдською мальованою керамікою перших століть нашої ери та давньослов'янського часу (VIII—IX століть). Досліджувалося Закарпатською експедицією ІА АН УРСР.
- У 1700 році в селі функціонувала лікувальна купіль на базі мінерального джерела.